# Parafia Najświętszego Serca Jezusowego w Jabłonnie
Parafia pw. Najświętszego Serca Jezusowego w Jabłonnie – parafia rzymskokatolicka, znajdująca się w archidiecezji poznańskiej, w dekanacie grodziskim.